# کوئین آو د آیلز
کوئین آو د آیلز (به انگلیسی: Queen of the Isles) یک کشتی بود. این کشتی در سال ۱۹۶۴ ساخته شد.